# Вараждинске Топлице
Вараждинске Топлице је град у Хрватској. Налази се у Вараждинској жупанији. По подацима из 2001. године у граду је живело 6.973 становника.

## Становништво
На попису становништва 2011. године, град Вараждинске Топлице је имао 6.364 становника, од чега у самим Вараждинским Топлицама 1.765.

### Град Вараждинске Топлице

#### Број становника по пописима
| Националност   | 2001. | 1991. | 1981. | 1971. | 1961. | 1953. | 1948. | 1931. | 1921. | 1910. | 1900. | 1890. | 1880. | 1869. | 1857. |
| бр. становника | 6.973 | 7.236 | 7.282 | 7.495 | 7.477 | 8.138 | 8.159 | 8.016 | 7.574 | 7.818 | 7.266 | 6.989 | 6.123 | 5.564 | 4.805 |

- напомене:

Настао из старе општине Нови Мароф.

### Вараждинске Топлице (насељено место)

#### Број становника по пописима
| Националност   | 2001. | 1991. | 1981. | 1971. | 1961. | 1953. | 1948. | 1931. | 1921. | 1910. | 1900. | 1890. | 1880. | 1869. | 1857. |
| бр. становника | 1.877 | 1.891 | 1.642 | 1.293 | 1.193 | 1.282 | 1.179 | 1.248 | 1.261 | 1.250 | 1.245 | 1.256 | 1.189 | 1.141 | 917   |

## Попис1991.
На попису становништва 1991. године, насељено место Вараждинске Топлице је имало 1.891 становника, следећег националног састава:
| Попис 1991.‍   | Попис 1991.‍  | Попис 1991.‍ | Попис 1991.‍ | Попис 1991.‍ |
| ------------- | ------------ | ----------- | ----------- | ----------- |
|               |              |             |             |             |
| Хрвати        | Хрвати       |             | 1.790       | 94,65%      |
| Срби          | Срби         |             | 16          | 0,84%       |
| Албанци       | Албанци      |             | 13          | 0,68%       |
| Југословени   | Југословени  |             | 12          | 0,63%       |
| Словенци      | Словенци     |             | 8           | 0,42%       |
| Италијани     | Италијани    |             | 5           | 0,26%       |
| Мађари        | Мађари       |             | 3           | 0,15%       |
| Македонци     | Македонци    |             | 2           | 0,10%       |
| Аустријанци   | Аустријанци  |             | 1           | 0,05%       |
| Муслимани     | Муслимани    |             | 1           | 0,05%       |
| Пољаци        | Пољаци       |             | 1           | 0,05%       |
| Русини        | Русини       |             | 1           | 0,05%       |
| Словаци       | Словаци      |             | 1           | 0,05%       |
| остали        | остали       |             | 1           | 0,05%       |
| неопредељени  | неопредељени |             | 10          | 0,52%       |
| регион. опр.  | регион. опр. |             | 1           | 0,05%       |
| непознато     | непознато    |             | 25          | 1,32%       |
| укупно: 1.891 |              |             |             |             |

## Археолошки локалитет
Археолошки локалитет Вараждинске топлице носи назив Aquae Iasae и било је римско насеље основано у 1. веку. Назив је добило по племену Јаса које је живео на подручју римске провинције Паноније. Административно је припадало петовианској области (лат. res publica Poetoviensis)). Најбоље су сачувани остаци који потичу из времена цара Константина (306. — 337. године).